# Altin Lala
Altin Lala (n. 18 noiembrie 1975, Kavaja, Regiunea Tirana, Albania) este un fost fotbalist albanez care a jucat ca mijlocaș. Și-a petrecut întreaga carieră în Germania și, de asemenea, a jucat pentru echipa națională de fotbal a Albaniei.

## Viața timpurie
Lala s-a născut în capitala Albaniei, Tirana, fiind fiul lui Dodë și Pashke Lala, care provin din Pukë. El a crescut în cartierul Tirana e Re din capitală, alături de părinți, frate și soră, unde a jucat fotbal de stradă ca cei mai mulți dintre copiii din zonă. Tatăl său a vrut ca el să se concentreze pe educație înainte de sport, dar în cele din urmă l-a ajutat pe Lala să semneze un contract cu echipa locală Dinamo Tirana.
El a plecat în Germania în 1991, la vârsta de 15 ani, cu naționala sub 16 ani a Albaniei, unde au fost cazați la tabăra de antrenament de lângă Portul din Hamburg. Lala, împreună cu mulți dintre colegii lui, au decis să nu se întoarcă în Albania, cerând azil în Germania. În cele din urmă a stabilit la o tabără de refugiați din Fulda, unde s-a alăturat echipei de tineret Borussia Fulda. Pentru că el nu putea vorbi decât albaneza, s-a bazat pe limbajul semnelor ca să comunice cu jucătorii și antrenorii, dar după doi ani în echipa de tineret a fost promovat la prima echipă.

## Club de cariera

### Borussia Fulda
Mijlocașul defensiv și-a început cariera de fotbalist în tinerețe la SK Tirana înainte de a se muta în Germania la echipa din al treilea eșalon fotbalistic german, Borussia Fulda, în ianuarie 1994.

### Hannover 96
La 21 iulie 1998, el s-a alăturat nou-promovatei Hanovra 96 din 2. Bundesliga, debutând pentru echipa mare pe 30 iulie 1998, într-o victorie cu 1-0 pe Karlsruher SC. Aici, el și-a ajutat clubul să obțină promovarea în Bundesliga în sezonul 2001-2002 și de atunci el a jucat în peste 149 de jocuri în Bundesliga, devenind jucătorul cu cele mai multe selecții din echipa lor. La Hanovra 96, Lala a marcat doar un singur gol.
În 2004, el a devenit căpitanul echipei și a rămas așa până în sezonul 2007-08, fiind apreciate atât în cadrul echipei cât și de fani (care l-au poreclit „Piticul bătăios” (în germană: Kampfzwerg) din cauza stilului lui combativ de joc).

### Bayern München II
Deși dorea să se retragă după ce contractul său cu Hannover a expirat în vara anului 2012, FC Bayern München II l-a convins să vină din postura de jucător liber de contract. Fostul coechipier al lui Lala, Michael Tarnat, un scouter de la Bayern München, i-a propus acest lucru. A jucat în trei meciuri pentru Bayern II înainte de a fi forțat să se retragă din cauza unei accidentări, în octombrie 2012. 

## Carieră internațională
S-a bucurat de o lungă carieră internațională, jucând în 79 de meciuri pentru țara lui, din 1998, fiind al doilea jucător ca număr de selecții, fiind depășit doar de Lorik Cana în 2014. De asemenea, el a marcat trei goluri pentru țara lui. Primul său la națională a venit în martie 2003 într-un meci de calificare la Euro împotriva Rusiei în minutul 79. Meciul s-a terminat 3-1 pentru Albania și a devenit unul dintre cele mai mari rezultate ale Albaniei. A marcat al doilea său gol trei luni mai târziu, în minutul 22, în înfrângerea cu 3-2 în fața Elveției. Lala a fost căpitanul țării sale la echipa națională, încă de când Igli Tare nu a mai fost convocat de fostul selecționer Otto Baric.

## Cariera de antrenor
Pe 3 martie 2014, Lala a fost prezentat ca antrenor secund al naționalei Albaniei de antrenorul Gianni De Biasi, înlocuind fostul pe fostul asistent lui Angelo Pereni. Pe 12 august 2014, Lala a fost numit antrenorul echipei Albaniei sub 19 ani, după ce fostul antrenor Foto Strakosha a plecat să lucreze pentru Olympiakos.

## Statistici

### Cariera la club
Din 5 mai 2012
| Sezon   | Club           | Țară     | Competiție      | Meciuri | Goluri |
| ------- | -------------- | -------- | --------------- | ------- | ------ |
| 1996-97 | Borussia Fulda | Germania | Oberliga Hessen | 23      | 2      |
| 1997-98 | Borussia Fulda | Germania | Oberliga Hessen | 33      | 4      |
| 1998-99 | Hannover 96    | Germania | 2. Bundesliga   | 24      | 3      |
| 1999-00 | Hannover 96    | Germania | 2. Bundesliga   | 29      | 1      |
| 2000-01 | Hannover 96    | Germania | 2. Bundesliga   | 31      | 3      |
| 2001-02 | Hannover 96    | Germania | 2. Bundesliga   | 31      | 1      |
| 2002-03 | Hannover 96    | Germania | Bundesliga      | 32      | 0      |
| 2003-04 | Hannover 96    | Germania | Bundesliga      | 12      | 0      |
| 2004-05 | Hannover 96    | Germania | Bundesliga      | 32      | 0      |
| 2005-06 | Hannover 96    | Germania | Bundesliga      | 29      | 0      |
| 2006-07 | Hannover 96    | Germania | Bundesliga      | 17      | 1      |
| 2007-08 | Hannover 96    | Germania | Bundesliga      | 27      | 0      |
| 2008-09 | Hannover 96    | Germania | Bundesliga      | 12      | 0      |
| 2009-10 | Hannover 96    | Germania | Bundesliga      | 4       | 0      |
| 2010-11 | Hannover 96    | Germania | Bundesliga      | 10      | 0      |
| 2011-12 | Hannover 96    | Germania | Bundesliga      | 6       | 0      |
| Total   | Total          | Total    | Total           | 352     | 15     |

### Meciuri la echipa națională

#### Meciuri și goluri
| Albanial | Albanial | Albanial |
| An       | Meciuri  | Goluri   |
| -------- | -------- | -------- |
| 1998     | 7        | 0        |
| 1999     | 6        | 0        |
| 2000     | 3        | 0        |
| 2001     | 6        | 0        |
| 2002     | 5        | 0        |
| 2003     | 5        | 2        |
| 2004     | 7        | 0        |
| 2005     | 9        | 0        |
| 2006     | 6        | 1        |
| 2007     | 9        | 0        |
| 2008     | 6        | 0        |
| 2009     | 1        | 0        |
| 2010     | 2        | 0        |
| 2011     | 7        | 0        |
| Total    | 79       | 3        |

#### Goluri la națională
| #  | Data           | Locul de desfășurare                    | Adversarul | Scor  | Rezultat | Concurs                 |
| -- | -------------- | --------------------------------------- | ---------- | ----- | -------- | ----------------------- |
| 1. | 29 martie 2003 | Loro Boriçi Stadion, Shkoder, Albania   | Rusia      | 2 – 1 | 3-1      | Euro 2004 de calificare |
| 2. | 11 iunie 2003  | Stade de Genève, Geneva, Elveția        | Elveția    | 1 – 1 | 2-3      | Euro 2004 de calificare |
| 3. | 16 august 2006 | Stadio Olimpico, Serravalle, San Marino | San Marino | 3 – 0 | 3-0      | Prietenos               |

## Titluri
Hannover 96
- 2. Bundesliga: 2001-02